# Beno Udrih
Beno Udrih é um jogador de basquete esloveno que atua pelos Detroit Pistons da NBA. Ele foi campeão da Temporada da NBA de 2004-05 jogando pelo San Antonio Spurs.